# Porta Bruciata
Porta Bruciata, nota anche come torre di Porta Bruciata, è un'antica torre di Brescia, situata all'estremità ovest di via dei Musei, nell'angolo nord est di piazza della Loggia.

## Storia
Collocata sul decumano massimo della Brixia romana, viene costruita in questo periodo come porta fortificata per l'accesso da ovest alla città. Ancora in epoca altomedievale, in alcuni documenti è identificata come "Porta Milanese" (in latino appunto Porta Mediolanensis), indice dell'originale denominazione della struttura. In dialetto, invece, è spesso ricordata come "Portù dei Paravert", dove il termine paravert potrebbe indicare o il nome di una famiglia, oppure, secondo il Guerrini, un termine tipicamente lombardo utilizzato per chiamare i corrieri postali del tempo, al servizio di governi o privati.
Il 9 maggio 806, durante la traslazione delle reliquie dei santi Faustino e Giovita dalla chiesa di San Faustino ad Sanguinem (dal 1956 rinominata in chiesa di Sant'Angela Merici) alla chiesa dei Santi Faustino e Giovita, la processione compì una sosta accanto a porta bruciata e, in questo luogo, i resti avrebbero trasudato sangue: il duca Namo di Baviera, presente al momento del miracolo, si sarebbe convertito al cattolicesimo e avrebbe quindi donato alla città la reliquia della Vera Croce, da allora conservata nel Duomo vecchio come pezzo principale del tesoro delle Sante Croci. Sul luogo del miracolo, nel XII secolo viene costruita, a ridosso della torre, la chiesa di San Faustino in Riposo.
Nel 1184, secondo le cronache dell'epoca, partì da qui il furioso incendio che distrusse quest'area della città, dall'attuale piazza Rovetta fino addirittura al duomo vecchio in costruzione. Risale a questo episodio l'appellativo di "Bruciata", che ancora oggi dà il nome alla torre.
Nel Duecento viene integralmente ricostruita durante le operazioni di fortificazione della cittadella nuova promosse dai Visconti, assumendo l'aspetto attuale con un grande voltone di copertura al passaggio e la merlatura ghibellina a coronamento.
La struttura viene conservata durante i lavori di trasformazione delle mura viscontee negli eleganti portici di via Dieci Giornate operati alla fine del Cinquecento da Pier Maria Bagnadore, che si limita a inglobarla nel fronte porticato della neonata piazza della Loggia lasciando liberi solo i piani superiori e il coronamento.
Abbandonata qualsiasi funzione di difesa, nel 1798 viene ceduta a privati e ancora oggi, ammezzata su più piani, funge da abitazione privata.

## Descrizione
La struttura della torre, come detto, risale al Duecento e mostra una muratura a vista con possenti blocchi di pietra angolari, in un insieme piuttosto disordinato tipico delle murature dell'epoca. In cima, ma solo sui lati nord e sud, sono ancora presenti i merli ghibellini, quasi tutti con l'invaso della "coda di rondine" tamponato.
Alla base, la torre serve ancora da passaggio da Piazza della Loggia a via dei Musei, passaggio che si sviluppa sotto una grande volta a crociera. Ad entrambi gli accessi, all'interno, sono ancora presenti i cardini in ferro delle grandi porte lignee. Sotto questo voltone, inoltre, si trova l'accesso principale alla chiesa di San Faustino in Riposo, il cui esterno è invece visibile da vicolo della torre, che si diparte da via dei Musei nello spiazzo a est di porta bruciata.

## Altre immagini

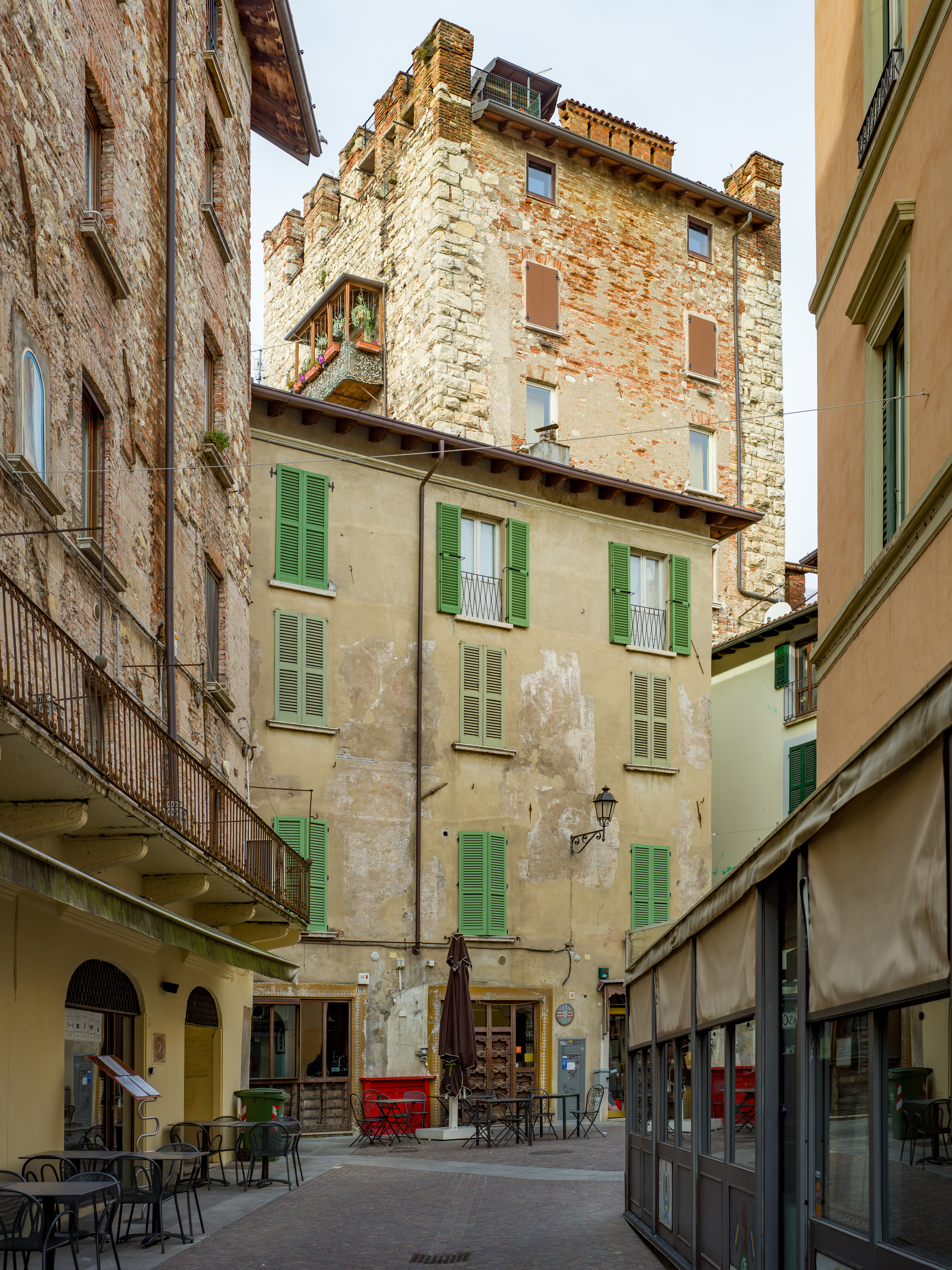
La torre da via Beccaria
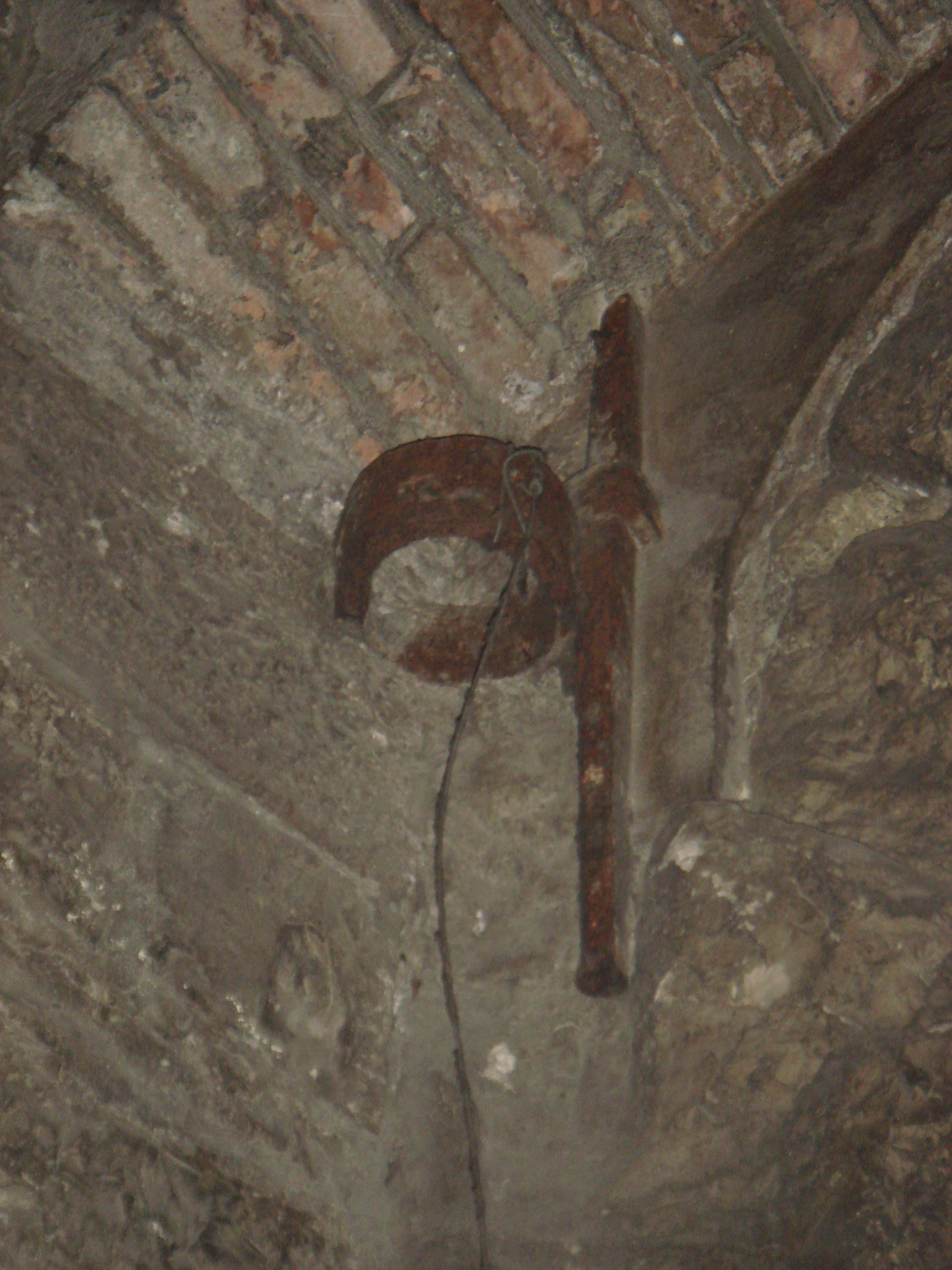
Uno dei cardini in ferro delle porte
Porta Bruciata sullo sfondo sempre da via Cesare Beccaria
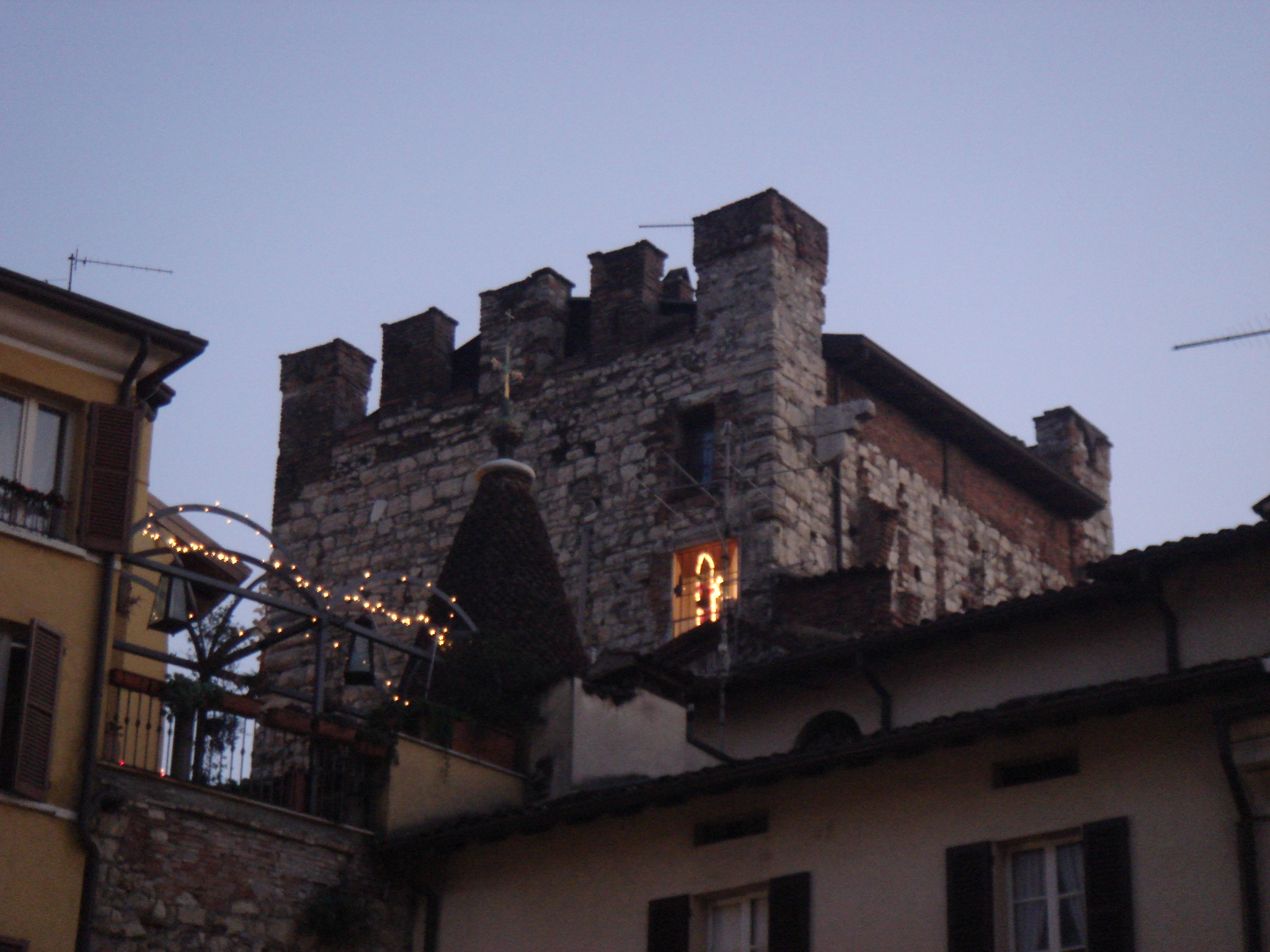
Porta Bruciata di sera con in vista i merli ghibellini tipicamente medievali